# معسكر اعتقال الأبيار
معسكر اعتقال الأبيار (بالإنجليزية: Abyar concentration camp)‏
هو معسكر اعتقال إيطالي أنشئ في الأبيار خلال الغزو الإيطالي لليبيا،سُجل عدد سكان المعسكر 3,123 نسمة.
خلال الفترة من 1928 إلى 1932 نظم المجاهدون الليبيون حركة المقاومة الليبية ضد الغزو الإيطالي في ليبيا، في عام 1932 أخمدت الثورة الليبية من القوات الإيطالية، بعد ما يسمى «بحملة التهدئة»، والتي أسفرت عن مقتل ربع سكان برقة.